# سیستم کنترل محیطی

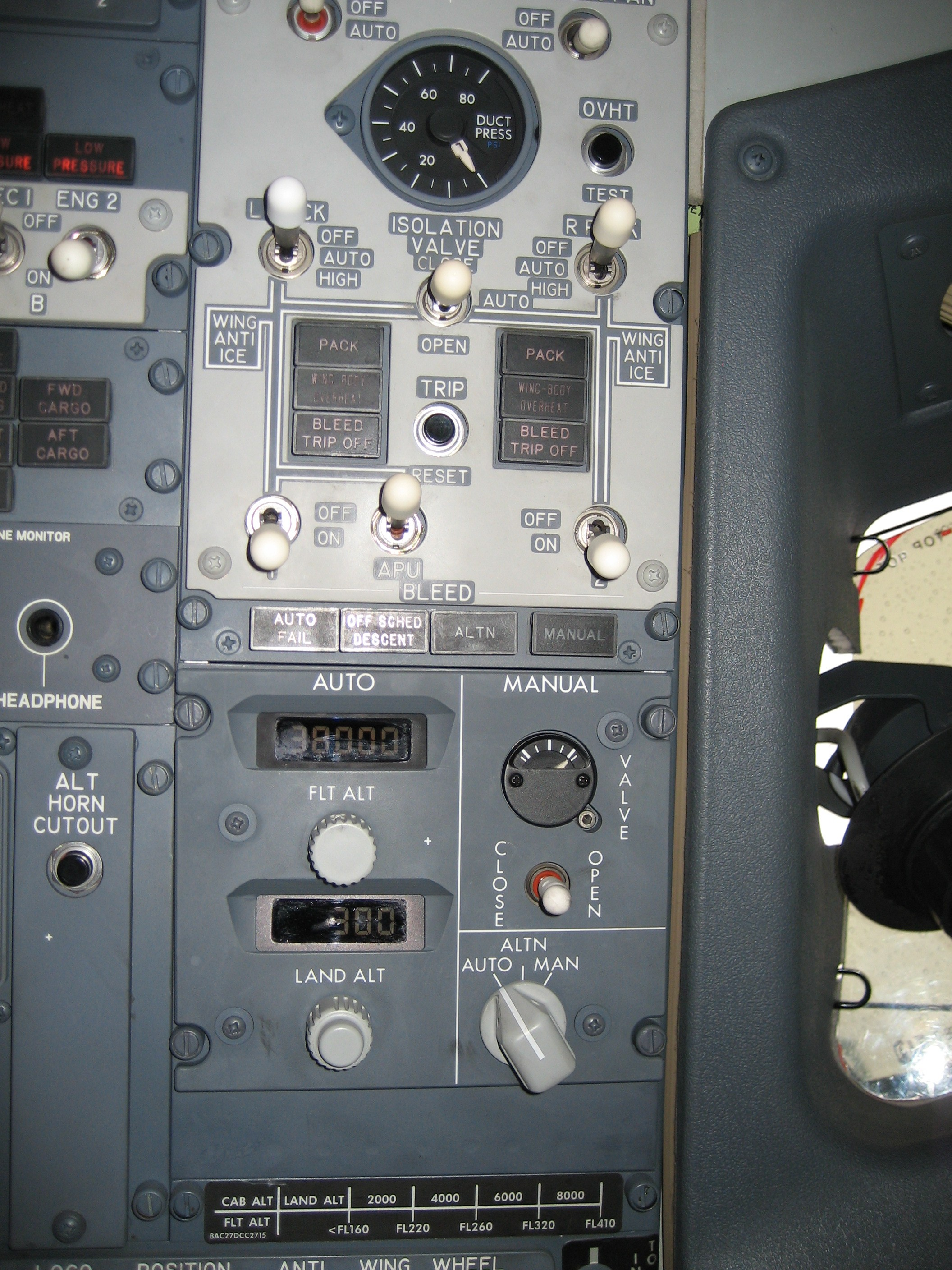
پنل کنترل برای بوئینگ ۷۳۷–۸۰۰ ECS

در علم هوانوردی، سیستم کنترل محیطی (ECS) یک هواپیما یک جزء ضروری است که تأمین هوا، کنترل دما و تنظیم فشار کابین را برای خدمه و مسافران فراهم می‌کند. از دیگر قابلیت‌های آن می‌توان به خنک‌سازی سیستم‌های هوانوردی، تشخیص دود و اطفاء حریق اشاره کرد.

## نمای کلی
سیستم‌های شرح داده شده در زیر مختص هواپیماهای مسافربری بوئینگ فعلی هستند، اگرچه جزئیات اساساً برای جت‌های مسافربری ایرباس و سایر شرکت‌ها یکسان است. یک استثنا کنکورد بود که به دلیل ارتفاع بالاتر پرواز و همچنین فشار کابین کمی بالاتر، یک سیستم تأمین هوای اضافی در آن نصب شده بود.

## تأمین هوا

شماتیک سیستم کنترل محیطی (ECS) بوئینگ ۷۳۷–۳۰۰

در هواپیماهای جت، هوا با مکش از یک مرحله کمپرسور هر موتور توربین گازی، در بالادست محفظه احتراق، به ECS تأمین می‌شود. دما و فشار این هوای فشرده بسته به مرحله کمپرسور مورد استفاده و تنظیم قدرت موتور متفاوت است. یک شیر قطع و وصل تنظیم فشار منیفولد (MPRSOV) جریان را در صورت لزوم محدود می‌کند تا فشار مطلوب برای سیستم‌های پایین‌دستی حفظ شود.
برای راندن هوا در سیستم، به حداقل فشار تأمین نیاز است، اما مطلوب است که تا حد امکان از فشار تأمین کم استفاده شود، زیرا انرژی‌ای که موتور برای فشرده‌سازی هوای فشرده استفاده می‌کند، برای نیروی محرکه در دسترس نیست و مصرف سوخت کاهش می‌یابد. به همین دلیل، هوا معمولاً از یکی از دو (یا در برخی موارد مانند بوئینگ ۷۷۷، سه) دریچه تخلیه هوا در مکان‌های مختلف مراحل کمپرسور کشیده می‌شود. وقتی موتور در فشار پایین (رانش کم یا ارتفاع زیاد) قرار دارد، هوا از دریچهٔ تخلیهٔ هوا که بالاترین فشار را دارد، کشیده می‌شود. با افزایش فشار (افزایش نیروی رانش یا کاهش ارتفاع) و رسیدن به نقطه تقاطع از پیش تعیین‌شده، شیر قطع فشار بالا (HPSOV) بسته می‌شود و هوا از دریچه‌ای با فشار پایین‌تر انتخاب می‌شود تا افت عملکرد سوخت به حداقل برسد. عکس این اتفاق با کاهش فشار موتور رخ می‌دهد.
برای رسیدن به دمای مطلوب، هوای خروجی از یک مبدل حرارتی به نام پیش‌خنک‌کننده عبور داده می‌شود. هوای خروجی از فن موتور از طریق پیش خنک‌کننده که در ستون موتور قرار دارد، دمیده می‌شود و گرمای اضافی را از هوای خروجی سرویس جذب می‌کند. یک شیر تعدیل‌کننده هوای فن (FAMV) جریان هوای خنک‌کننده را تغییر می‌دهد تا دمای نهایی هوای خروجی سرویس را کنترل کند.
نکته قابل توجه این است که بوئینگ ۷۸۷ از هوای فشرده برای تنظیم فشار کابین استفاده نمی‌کند. در عوض، هواپیما هوا را از ورودی‌های اختصاصی که در جلوی بال‌ها قرار دارند، مکش می‌کند.

## واحد هوای سرد
جزء اصلی برای عملکرد واحد هوای سرد (CAU)، دستگاه خنک‌کنندهٔ دستگاه چرخهٔ هوا (ACM) است. برخی از هواپیماها، از جمله هواپیماهای اولیه بوئینگ ۷۰۷، از سیستم تبرید فشرده‌سازی بخار مانند آنچه در دستگاه‌های تهویه مطبوع خانگی استفاده می‌شود، استفاده می‌کردند.
یک ACM از فرئون استفاده نمی‌کند: خود هوا مبرد است. ACM به دلیل کاهش وزن و نیاز به نگهداری، نسبت به دستگاه‌های چرخه بخار ترجیح داده می‌شود.
بیشتر هواپیماهای جت مسافربری مجهز به پک (بسته) هستند. معنی اختصارات را اینجا ببینید. محل قرارگیری پکیج (های) تهویه مطبوع به طراحی هواپیما بستگی دارد. در برخی طرح‌ها، آنها در مرز بین بال و بدنه، بین دو بال و زیر بدنه نصب می‌شوند. در هواپیماهای دیگر (داگلاس ایرکرفت سری دی‌سی-۹) بسته در دم هواپیما قرار دارند. بسته‌های پروازی در هواپیماهای مک‌دانل داگلاس دی‌سی-۱۰ / ام‌دی-۱۱ و لاکهید ال-۱۰۱۱ در جلوی هواپیما و زیر عرشه پرواز قرار دارند. تقریباً همه هواپیماهای جت دو پک دارند، اگرچه هواپیماهای بزرگتر مانند بوئینگ ۷۴۷، لاکهید ال-۱۰۱۱ تری‌استار و مک‌دانل-داگلاس مک‌دانل داگلاس ام‌دی-۱۱ سه پک دارند.
مقدار هوای خروجی که به پکیج تهویه مطبوع جریان می‌یابد توسط شیر کنترل جریان (FCV) تنظیم می‌شود. برای هر PACK یک FCV نصب می‌شود. یک شیر ایزوله که در حالت عادی بسته است، از رسیدن هوای سیستم تخلیه هوای سمت چپ به پک سمت راست (و برعکس) جلوگیری می‌کند، اگرچه در صورت از کار افتادن یکی از سیستم‌های تخلیه هوا، می‌توان این شیر را باز کرد.
در پایین‌دست FCV واحد هوای سرد (CAU) قرار دارد که به آن واحد تبرید نیز گفته می‌شود. انواع مختلفی از CAU وجود دارد؛ با این حال، همه آنها از اصول اولیهٔ رایجی استفاده می‌کنند. هوای خروجی وارد مبدل حرارتی اولیه هوای رم می‌شود، جایی که توسط هوای رم، انبساط یا ترکیبی از هر دو خنک می‌شود. سپس هوای سرد وارد کمپرسور می‌شود، جایی که دوباره فشرده می‌شود و هوا را دوباره گرم می‌کند. عبور هوا از مبدل حرارتی ثانویه رم-ایر، ضمن حفظ فشار بالا، هوا را خنک می‌کند. سپس هوا از میان یک توربین عبور می‌کند که هوا را منبسط می‌کند تا گرما را بیشتر کاهش دهد. مشابه عملکرد یک واحد توربوشارژر، کمپرسور و توربین روی یک شفت واحد قرار دارند. انرژی استخراج شده از هوای عبوری از توربین برای به حرکت درآوردن کمپرسور استفاده می‌شود. سپس جریان هوا قبل از عبور به کندانسور، به سمت گرمکن مجدد هدایت می‌شود تا برای استخراج آب توسط دستگاه استخراج آب آماده شود.
سپس هوا از طریق یک جداکننده آب فرستاده می‌شود، جایی که هوا مجبور به چرخش در امتداد طول خود می‌شود و نیروهای گریز از مرکز باعث می‌شوند رطوبت از طریق یک الک به سمت دیواره‌های بیرونی پرتاب شود، جایی که به سمت یک زهکش هدایت شده و به دریا فرستاده می‌شود. سپس، هوا معمولاً از یک جداکننده آب یا جوراب عبور می‌کند. این جوراب، کثیفی و روغن را از هوای خروجی موتور جذب می‌کند تا هوای کابین تمیزتر بماند. این فرایند حذف آب از تشکیل یخ و گرفتگی سیستم جلوگیری می‌کند و از مه گرفتگی کابین خلبان و کابین در عملیات زمینی و ارتفاعات پایین جلوگیری می‌کند.
برای یک بوت‌استرپ زیر صفر، رطوبت قبل از رسیدن به توربین استخراج می‌شود تا بتوان به دماهای زیر صفر رسید.
دمای هوای خروجی توسط جریان تنظیم‌شده از طریق سیستم هوای رم (در زیر) و تنظیم یک شیر کنترل دما که بخشی از هوای داغ اطراف را بای‌پس کرده و آن را با هوای سرد پایین‌دست توربین مخلوط می‌کند، کنترل می‌شود.

## سیستم هوای رم
ورودی هوای رم یک دریچه کوچک است که معمولاً در لبه اتصال بال به بدنه قرار دارد. تقریباً همه هواپیماهای جت از یک دریچه تنظیم‌کننده روی ورودی هوای ورودی استفاده می‌کنند تا میزان جریان هوای خنک‌کننده را از طریق مبدل‌های حرارتی هوای ورودی اولیه و ثانویه کنترل کنند.
برای افزایش بازیابی هوای رم، تقریباً همه هواپیماهای جت از پره‌های مدوله‌کننده در اگزوز هوای رم استفاده می‌کنند. یک فن هوای رم در داخل سیستم رم، جریان هوای رم را در سراسر مبدل‌های حرارتی، هنگامی که هواپیما روی زمین است، فراهم می‌کند. تقریباً تمام هواپیماهای بال ثابت مدرن از یک فن روی یک شفت مشترک با ACM استفاده می‌کنند که توسط توربین ACM نیرو می‌گیرد.